# Tim Scott
Timothy Eugene Scott (Charleston, 19 de setembro de 1965) é um político norte-americano, senador por seu estado de origem, a Carolina do Sul. Anteriormente representou na Câmara dos Representantes dos Estados Unidos o primeiro distrito congressional da Carolina do Sul, sendo o primeiro representante afro-americano republicano do estado desde 1897. Scott também foi um dos dois membros de calouros da Câmara eleitos em 2010 que foram escolhidos para fazerem parte da liderança republicana. Como um conservador fiscal e cultural, Scott concorreu para o Congresso em uma plataforma de reduzir os gastos federais e impostos. Ele foi apoiado por grupos do Tea Party e por outros republicanos proeminentes.
Anteriormente, Scott cumpriu um mandato na Assembleia geral da Carolina do Sul (2009–2011), e foi por treze anos membro do Concelho do condado de Charleston (1996-2008).
Em 17 de dezembro de 2012, a governadora da Carolina do Sul Nikki Haley anunciou que iria nomear Scott para a cadeira vaga no Senado dos Estados Unidos, que era ocupada por Jim DeMint. DeMint renunciou para tornar-se presidente da The Heritage Foundation.